# R na T fenomen
R na T fenomen je pojam u kardiologiji koji se odnosi na komorske (ventrikularne) ekstrasistole (VES) čiji je početak u elektrokardiogramu (EKG)  blizu vrha T talasa prethodno normalnog srčanog ciklusa. Smatra se okidačkim mehanizmom polimorfna ventrikularne tahikardije, poznate i kao torsades de pointes (plesne tačka) koja se javlja sa produženim QT intervalom.  
R na T fenomen   je značajno pravovremeno prepoznati jer često predstavlja uvod u moguću ventrikularnu tahikardiju ili fibrilaciju srca.  
Kao posledica poremećaj ritma ovaj fenomen se manifestuje napadima sinkope, i može dovesti do iznenadne srčane smrti, najčešće kod mladih inače zdravih osoba.
Fenomen je genetski heterogen, koji se  najčešće nasleđuje autosomno-dominantno. U osnovi njegovog nastanka nalazi se na stotinu različitih mutacija, koje nnajčešće pogađaju tri vodeća gena KCNQ1,KCNH2,SCN5A.

## Istorija
R na T fenomen  prvi je opisao F.H. Smirk 1949. godine kao R talasi koji prekidaju T talase.
Godine 1966., Francois Dessertenne je opisao specifičan elektrokardiografski oblik polimorfne ventrikularne tahikardije (PVT) koja se karakteriše promenom amplitude kompleksa s karakterističnim zaokretom oko izoelektrične bazne linije s produženim QT intervalom, koji je nazvao torsades de pointes (akronim TdP).
Nedavno su Halkin i saradnici opisali novi oblik PVT tokom faze zarastanja  infarkta miokarda kod pacijenata bez dokaza tekuće ishemije i nakon preteranog produženja QT intervala, koji su nazvali kao torsades de pointes (TdP) zavisan od infarkta zbog LQTS u toko izlečenje pacijenata sa infarktom miokarda. 

## Etiologija
Kako tokom repolarizacije srčanih komore, odnosno T talasa, postoji najveća varijabilnost refraktornosti miocita ona može rezultovati dovoljno jakim stimulusom koji u pravom trenutku može izazvati nastanak komorske tahikardije (VT) ili čak komorske fibrilacije (VF).
Najveća verovatnoća takvog događaja javlja se kod:
1. Akutnog infarkta miokarda ili teške ishemije srčanog mišića,
2. Sindroma dugog QT intervala,
3. Sindroma potresa srca (Commotio cordis sindroma),
4. Tokom nesinkronizovane kardioverzije jednosmernom strujom.
5. Ekstremne hipokalijemije.

Uprkos  ovom fenomenu, najveći broj komorskih tahikardija (VT) ili čak komorskih fibrilacija (VF) ipak nastaje drugim mehanizmima.

## Patofiziologija
U svom najtipičnijem obliku, iznenadno usporavanje srčanog ritma (ili pojava pauze) uvek prethodi svakom naletu TdP, a ponavljajuća aritmija se naziva „TdP zavisna od pauze“.
Polimorfne ventrikularne tahikardije (PVT) je neuobičajena aritmija sa više uzroka i klasifikovana je prema tome da li je povezana s dugim QT intervalom ili normalnim QT intervalom.
Savremene klasifikacije sindroma dugog QT intervala (LQTS) odnose se na kongenitalni LQTS kao „zavisan od adrenergika“, a na stečeni LQTS kao „zavisan od pauze“.
Dok je  TdP  oblik polimorfne ventrikularne tahikardije (PVT) koji se javlja u okruženju produženog QT intervala, i može biti urođen ili stečen,  PVT sa normalnim QT  je povezan sa ishemijom miokarda, abnormalnostima elektrolita (hipokalemijom), mutacijama srčanih natrijumovih kanala (Brugada sindrom) i rijanodinskim receptorom (kateholaminergički PVT).  Ova razlika je ključna zbog različite etiologije i upravljanja ovim aritmijama. 
PVT u okruženju akutnog infarkta miokrada (IM) generalno se javlja tokom hiperakutne faze, i povezana je sa ishemijom a ne sa produženjem QT intervala. 7 Pokreću ih ventrikularne ekstrasistole sa vrlo kratkim intervalom spajanja (R na T fenomen) i ne zavise od pauze.  Stoga se “ishemijski PVT” razlikuje od  TdP-a povezanog s infarktom” u smislu patofiziologije i EKG manifestacija.
Iako su neki istraživači koristili termin “TdP” da opisuju polimorfnu ventrikularnu tahikardiju (PVT) tokom srčanog udara, dostupne ilustracije ukazuju na to da je većina pacijenata imala “ishemijski PVT” sa kratkim QT intervalom.  
Novija eksperimentalna i klinička saznanja sugeririšu da R na T fenomen nije kritična determinanta primarne ventrikularne fibrilacije kod akutnog infarkta miokarda; i da predstavlja nekoliko početnih otkucaja paroksizmalne ventrikularne tahikardije; i/ili u najgorem slučaju predstvalja samo mali rizik u smislu iznenadne smrti. Očigledno, kada sposobnost kontinuiranog ponavljanja otkucaja nije klinički očigledna, malo je vjerovatno da će R na T fenomen dovesti do ventrikularnih tahiaritmija, čak i u prisustvu koronarne bolesti srca.

## Klinička slika
Klinički komorske (ventrikularne) ekstrasistole (VES) mogu biti asimptomatske ili se osećaju kao lupanje srca jer su im hemodinamske posledice neznatne.  Međutim mogu se manifestovati i napadima sinkope, ili dovesti do iznenadne srčane smrti, najčešće kod mladih inače zdravih osoba.

## Literatura
- Gamulin S, Marušić M, Kovač Z i saradnici. Patofiziologija, 8. izdanje. Zagreb: Medicinska naklada; 2018.
- Božidar Vrhovac, Branimir Jakšić, Željko Reiner, Boris Vucelić. Interna medicina, 4. izdanje. Zagreb: Medicinska naklada; 2008.

## Spoljašnje veze
|  | Molimo Vas, obratite pažnju na važno upozorenje u vezi sa temama iz oblasti medicine (zdravlja). |